# Pete Brennan
Peter Joseph Brennan, detto Pete (Brooklyn, 23 settembre 1936 – Durham, 8 giugno 2012), è stato un cestista statunitense, professionista nella NBA.

## Carriera
Venne selezionato dai New York Knicks al primo giro del Draft NBA 1958 (4ª scelta assoluta).

## Palmarès
- Campione NCAA (1957)
- NCAA AP All-America Second Team (1958)